# NGC 339
NGC 339 is een open sterrenhoop in de Kleine Magelhaense wolk, die zich bevindt in het sterrenbeeld Toekan.
NGC 339 werd op 18 september 1835 ontdekt door de Britse astronoom John Herschel.

## Synoniemen
- ESO 29-SC25